# Rosenschantz (Adelsgeschlecht)

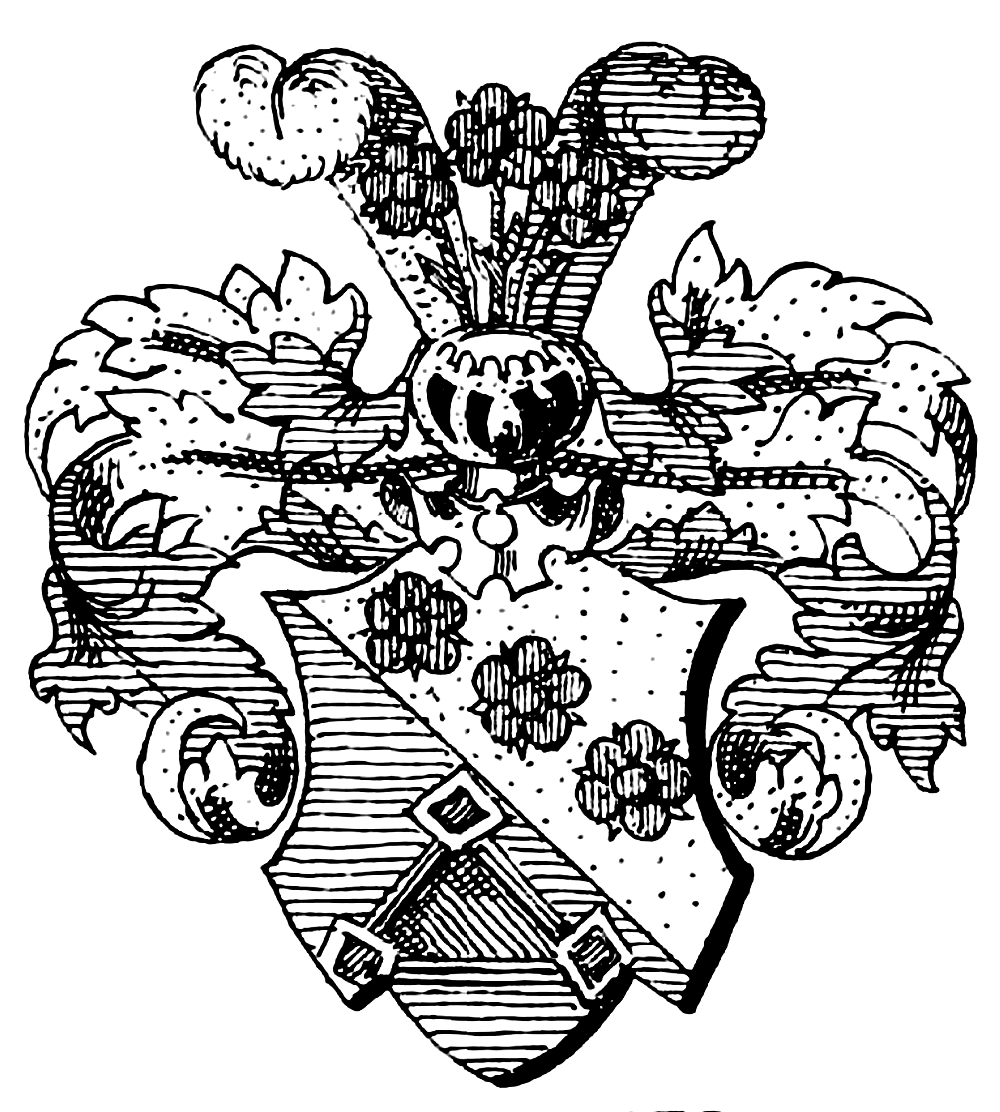
Wappen derer von Rosenschantz

Rosenschantz, auch Rosenschanz, ist der Name eines erloschenen schwedisch-mecklenburgisch-preußischen Adelsgeschlechts.

## Geschichte
Am 14. Mai 1652 wurde Günther Rosenschantz unter der Sub. Nr. 570 in den schwedischen Adel aufgenommen. Er, seine Söhne und Nachfahren übten als Offiziere den Soldatenberuf in der schwedischen und später auch in der preußischen Armee aus. Mit Wilhelm Ludwig Leopold von Rosenschanz (1793–1818), Leutnant der Schwarzen Schar ist der Mannesstamm der Familie erloschen.

## Historischer Güterbesitz
In Mecklenburg war Thurow von 1783 bis 1789 und in Schlesien im Kreis Strehlen bis 1818 Kreutzberg und Türpitz bei der Familie.

## Angehörige
- Gabriel von Rosenschanz (1737–1807), preußischer Generalmajor

## Wappen
Das Wappen (1652) ist schrägrechts geteilt, oben in Gold drei schrägrechts gestellte rote Rosen, unten in Blau eine silberne Schanze. Auf dem Helm mit links gold-roten und rechts blau-silbernen Decken die Rosen an grünen Stängeln begleitet von je einer blauen und einer goldenen Straußenfeder.